# آزمون تراهرتز
آزمون تراهرتز (به انگلیسی: Terahertz nondestructive evaluation) یکی از روش‌های آزمون‌های غیر مخرب است.

## امواج تراهرتز
تابش تراهرتز یا T-Rays در معرفی کلی، به ناحیه‌ای از طیف امواج الکترومغناطیسی اشاره دارد. این ناحیه از انتهای طیف امواج ماکروویو شروع شده و تا قسمت‌های انتهایی طیف مادون قرمز ادامه می‌یابد.

## تاریخچه
این محدوده از گسترهٔ امواج الکترومغناطیس برای تصویربرداری اولین بار در اوایل دههٔ ۱۹۷۰ با نام "THz" برای کاری تحقیقاتی در رنج ۱۰۰گیگاهرتز تا ۱۰ ترا هرتز مورد استفاده قرار گرفت، اولین نتایج مستدل در مورد تصویربرداری پزشکی با امواج تراهرتز در اواخر دههٔ ۱۹۹۰ منتشر شد. در این تحقیق، میتلمن و همکارانش (به انگلیسی: Mittleman.et.al) از سیستم THz برای تصویربرداری از سوختگی پوست سینهٔ مرغ که توسط یک لیزر توان بالای آرگون ایجاد شده بود، استفاده کردند
از اواخر دههٔ ۱۹۹۰ سیستم تصویربرداری THz مطرح شد و برای انواع تصویربرداری پزشکی از جمله تشخیص سرطان‌های سطحی پوست و سینه، تصویربرداری از سوختگی، پایش رطوبت پوست، طیف‌سنجی لایه نشانی داروها، تشخیص حفره‌ها و پوسیدگی دندان و اندازه‌گیری رطوبت قرنیه مورد استفاده قرار گرفت. از مشکلات تصویربرداری تراهرتز حجم زیاد و سختی کاربری آن است به همین دلیل در بعضی زمینه‌ها مانند دندان پزشکی، امکان استفاده و قابلیت رقابت با تصویر برداری با پرتوی ایکس معمول را ندارد.

## مزایا
امواج THz به مقدار زیادی توسط آب یا هر مادهٔ قطبی دیگر جذب می‌شوند. بنابراین به دلیل خاصیت دی الکتریکی آب، آزمون تراهرتز یک مکانیسم مؤثر برای ثبت حتی تغییرات بسیار کوچکی در مقدار رطوبت است. انرژی کم امواج تراهرتز در مقایسه با پرتوهای ایکس و در نتیجه کاهش خطر یونیزاسیون در سلول‌ها یکی از مزیت‌های آزمون تراهرتز است. طول موج کمتر امواج تراهرتز، رزولوشن فضایی بهتری را نسبت به ماکروویو ارائه می‌دهد و وضوح تصاویر بدست آمده به وسیلهٔ این امواج را تا حدود ۱ میلی‌متر نسبت به امواج ایکس بهبود می‌بخشد. در اثر تابش امواج تراهرتز، مدهای چرخشی و ارتعاشی مولکول تحت تأثیر قرار گرفته و خصوصیات تمایزبخشی مناسبی در مورد بافت‌ها نشان داده می‌شود.

## اساس تصویربرداری تراهرتز
درک تعامل امواج تراهرتز با آب برای توصیف تصاویر پزشکی حاصل از این امواج لازم و ضروری است. میزان گذردهی (به انگلیسی: permittivity) وابسته به فرکانس امواج تراهرتز از آب در حالت مایع و بخار با استفاده از دو تکنیک دامنه و فرکانس مورد مطالعه قرار می‌گیرد. در حالت بخار، مولکول‌های آب دارای قابلیت چرخش / ارتعاش هستند و امکان دیدن خطوط مشخص جذب ناشی از این حرکات پویا در طیف ثبت شده وجود دارد. این حالت در آب به دلیل افت گذردهی در محدوده تراهرتز (حدود 7-13j در 100گیگاهرتز به حدود 3-4j در 1تراهرتز) و همچنین نزدیکی مولکول‌ها به وجود نمی‌آید و خواص دی الکتریکی آن خودبه‌خود عاری از رزونانس وابسته به فرکانس می‌گردد.

بافت بدن از ۲۰٪ تا ۸۰٪ آب تشکیل شده و حجم آن بستگی به نوع بافت و مکان آن دارد. ثابت دی الکتریکی آب در فرکانس تراهرتز دارای مؤلفه‌های بزرگ «حقیقی» و «موهومی» است و خواص الکترومغناطیسی آن به‌طور معمول برمجموع پاسخ بافت به سیگنال تراهرتز برتری دارد. جزء حقیقی میزان عبور در بازه ۵۰٪ تا۱۰۰٪ از تغییرات رطوبت، تغییر چندانی نمی‌کند، درحالی که جزء موهومی در این بازه، به مقدار زیادی تغییر کرده و ایجاد کنتراست می‌کند. 

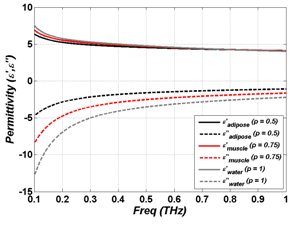
شکل ۱ ثابت دی الکتریکی حقیقی و موهومی آب در حالت مایع و گذردهی مؤثر بافت ماهیچه (p = ۰٫۷۵) و بافت چربی (p = ۰٫۵)- خطوط پیوسته و خط چین به ترتیب ضرایب جذب حقیقی و موهومی هستند

محدودهٔ طیف مورد استفاده در سیستم‌های تصویربرداری تراهرتز می‌تواند به مقدار زیادی روی وضوح، حساسیت، اسکتر شدن و سایر جنبه‌هایی که به بهتر شدن کیفیت تصویر کمک می‌کنند، تأثیر بگذارد.

### حساسیت
میزان تغییرات در بازتاب امواج تراهرتز به ازای تغییرات اندکی در حجم، تعریفی است که برای حساسیت در نظر گرفته می‌شود. حساسیت در ۱۰۰ گیگا هرتز در مقایسه با ۱ تراهرتز ۶ برابر بیش تراست (شکل ۲).

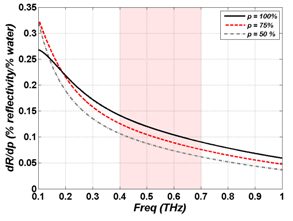
شکل ۲ حساسیت هیدراتاسیون ذاتی به عنوان تابعی از غلظت آب و فرکانس تابش

### پراکندگی
تغییرات کوچک در بازتاب وابسته به هیدراتاسیون ممکن است به دلیل پراکندگی‌های تصادفی ایجاد شده به دلیل ساختار هندسی هدف، آشکار نشود. این جنبه باعث شده‌است که بسیاری از محققان از یک پنجره دی الکتریکی صاف و بدون ناخالصی (بدون جذب) برای صاف کردن ناحیهٔ مورد نظر در هنگام آزمایش‌های تصویربرداری تراهرتز استفاده کنند. همچنین مطابق آزمایش‌های انجام شده، فرکانس‌های پایین‌تر در مقابل پراکندگی در برابر فرکانس‌های بالاتر بسیار قوی تر عمل می‌کنند و بافت در محدودهٔ موج میلیمتری شفاف تر ظاهر می‌شود (شکل ۳).

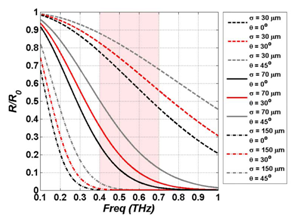
شکل ۳ شبیه‌سازی پراکندگی رایلی برای سطوح با ناهمواری‌های مختلف و زوایای تابش متفاوت

### وضوح
با افزایش فرکانس، اندازه هر نقطه یا پیکسل تصویر کاهش یافته و میزان رزولوشن افزایش می‌یابد (شکل ۴).

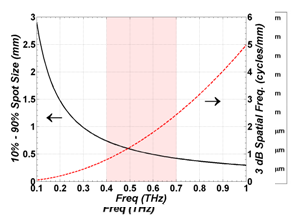
شکل ۴ نمایش تغییرات رزولوشن و اسپات سایز با تغییرات فرکانس

با هماهنگی در فرکانس‌های بالا و پایین بین پراکندگی، حساسیت نسبت به شیب غلظت آب و حداکثر رزولوشن (قدرت تفکیک) فضایی، منطقی‌ترین نتیجه، انتخاب پایین‌ترین باند فرکانسی (۴۰۰ تا ۷۰۰ گیگاهرتز) ممکن است در حالی که حداقل رزولوشن مکانی ممکن را حفظ کند.

## برخی کاربردها
از تصویربرداری تراهرتز برای ارزیابی مقدار و عمق سوختگی‌های پوستی مخصوصاً در زمان پیوند پوست، آنالیز اندازه و گسترش غده‌های سرطانی پیش از عمل جراحی و رطوبت‌سنجی قرنیه در بیماری‌های چشمی استفاده می‌شود.
وهمچنین کتاب‌های قدیمی زیادی وجود دارند که به علت گذشت زمان کاغذ آن‌ها خشک شده و نمی‌توان آن‌ها را به راحتی ورق زد و خواند از این رو محققان توانستند با کمک امواج تراهرتز و فاصله ۲۰ میکرومتری بین صفحات برای خواندن هر صفحه تصویربرداری کنند.